# Bad Blood (canción de Taylor Swift)
«Bad Blood» (En español: «Mala Sangre») es una canción interpretada por la cantante y compositora norteamericana Taylor Swift con la colaboración del rapero norteamericano Kendrick Lamar, incluida en su quinto álbum de estudio, 1989 (2014). La canción fue escrita por Swift, Kendrick, Max Martin y Shellback, y fue producida por Max Martin, Shellback y Ilya.
La canción alcanzó el número uno en las principales listas de Australia, Canadá, Israel, Nueva Zelanda, Escocia y Estados Unidos, convirtiéndose en la tercera canción del álbum 1989 en lograr hacerlo. El vídeo musical fue estrenado el 17 de mayo de 2015 en los Billboard Music Awards y después en Vevo, donde logró romper el récord Vevo de mayor número de visualizaciones en menos de 24 horas, reuniendo 20.1 millones de visualizaciones en sus primeras 24 horas de estreno (el récord pertenecía entonces para la rapera Nicki Minaj con su tema «Anaconda» el cual había obtenido 19.6 millones de visualizaciones en sus 24 horas de estreno). Sin embargo, el récord después fue pasado a manos de la cantante británica Adele con el estreno de su vídeo para el tema «Hello» El vídeo también ganó el prestigioso moonman al Vídeo del Año y Mejor Colaboración en los 2015 MTV Video Music Awards.
«Bad Blood» se convirtió en la tercera canción de Swift, con un álbum, en alcanzar la cima del Hot 100 en Billboard: «Shake It Off», «Blank Space», y «Bad Blood».

## Escritura y composición
Se rumorea que Swift escribió «Bad Blood» acerca de Katy Perry, aunque esto quedó prácticamente confirmado, ya que en un concierto de su gira mundial "1989 World Tour", mientras Swift cantaba la canción, detrás de ella apareció un tiburón del cual ella se reía. Esto es una clara referencia a Perry y su presentación en el Super Bowl XLIX. Swift dijo lo siguiente sobre la canción: 

«Es una canción que escribí sobre un nuevo tipo de corazón roto que experimenté recientemente con alguien que quería desesperadamente que fuera mi amiga y pensé que era mi amiga. Pero realmente era muy obvio que no lo era, así que... Es alguien a quien admiraba mucho y realmente anhelaba la aprobación de esta persona y fue algo devastador recibir una especie de golpe bajo de esa persona. Esta canción fue como la primera vez que realmente me puse en pie por mí misma en esa relación, porque ella siempre era la más atrevida y ruidosa. Creo que es importante levantarte por ti mismo. Si solo puedes reunir toda la valentía de hacerlo en la forma de una canción, entonces es como deberías hacerlo».

Taylor también dijo que la artista intentó sabotear una de sus giras de conciertos al contratar a personal que trabajaba para ella. Publicaciones como Billboard , Rolling Stone, Time y The Washington Post han especulado que se trata de Katy Perry. Daniel D'Addario de Time y Emily Yahr de The Washington Post señalaron paralelismos entre la lírica de «Bad Blood» y «Ghost», una canción del álbum de Perry Prism de 2013 . La versión del álbum de la canción solo contiene a Swift como vocalista en versos, mientras que la versión del sencillo presenta un retoque instrumental y la voz invitada del rapero Kendrick Lamar en versos.
Jem Awad de Billboard escribió que sintió que la canción era «una reminiscencia de Gwen Stefani» Hollaback Girl, mientras que Kitty Empire de The Guardian escribió que la canción 
"Débilmente recuerda a Charli XCX con sus ritmos crudos"

## Recepción
La versión original de «Bad Blood» recibió críticas generalmente negativas por parte de los críticos de música. Muchos describieron la canción como "cliché". Asimismo, también se criticó su escritura, coro y composición. Sin embargo, Entertainment Weekly listó la canción como una de las mejores canciones del álbum. En contraste la versión remix de la canción, que contó con la participación de Kendrick Lamar, recibió comentarios generalmente positivos, con elogios de los críticos musicales dirigidos hacia los versos introducidos por Lamar y de la reelaboración instrumental.

## Video musical
El video musical fue dirigido por Joseph Kahn. El video fue filmado en Los Ángeles, California en abril de 2015. Fue estrenado el 17 de mayo de 2015, al comienzo del Billboard Music Awards. Poco después, fue subida a su canal de Vevo.
Tuvo varias estrellas invitadas como (en orden de aparición),
- Taylor Swift como Catastrophe
- Selena Gomez como Arsyn
- Kendrick Lamar como Welvin Da Great
- Lena Dunham como Lucky Fiori
- Hailee Steinfeld como The Trinity
- Serayah McNeill como Dilemma
- Gigi Hadid como SLAY-Z
- Ellie Goulding como Destructa X
- Martha Hunt como HomeSlice
- Cara Delevingne como Mother Chucker
- Zendaya como Cut-Throat
- Hayley Williams como The Crimson Curse
- Lily Aldridge como Frostbyte
- Karlie Kloss como Knockout
- Jessica Alba como Domino
- Mariska Hargitay como Justice
- Ellen Pompeo como Luna
- Cindy Crawford como Headmistress

Actualmente este vídeo musical de Swift cuenta con más de 1.400 mil millones de visitas en YouTube lo que lo convierte en el 3° video musical más visto de Swift hasta el momento en dicha plataforma después de Blank Space el cual tiene el 2° lugar de los videos musicales más vistos de Swift y luego en el 1° lugar está Shake It Off.

### Sinopsis
Ambientada en un Londres ficticio, el video musical comienza con Catastrophe (Swift) y su pareja, Arsyn (Gomez), luchando contra un grupo de hombres en una oficina corporativa por un misterioso maletín. Cuando todos los hombres son derrotados, Arsyn engaña a Catastrophe al robar el maletín en su mano y patearla por una ventana. La canción comienza con Catastrophe acostada en un auto roto, mientras Welvin da Great comienza su verso de rap y Lucky Fiori fuma un cigarro. Se muestra a Catastrophe siendo curada por un trío de chicas llamadas The Trinity, y después de un tiempo, está lista para comenzar a entrenar para su venganza. Cuando su entrenamiento está completo, Catastrophe y sus amigos se lanzan para vengarse de Arsyn y sus secuaces enmascaradas. Los dos equipos se acercan el uno al otro en lo que parece ser una cámara lenta mientras una enorme explosión estalla en el fondo, borrando el horizonte de Londres, y el video termina con Catastrophe y Arsyn golpeándose simultáneamente en la cara.

## Certificaciones
| País           | Organismo certificador | Certificación | Ventas    | Ref.   |
| -------------- | ---------------------- | ------------- | --------- | ------ |
| Australia      | ARIA                   | 3× Platino    | 210 000   | [ 8 ]  |
| Canadá         | CRIA                   | 3× Platino    | 240 000   | [ 9 ]  |
| Estados Unidos | RIAA                   | 5× Platino    | 2 580 000 | [ 10 ] |
| Nueva Zelanda  | RIANZ                  | Oro           | 7 500     | [ 11 ] |
| Reino Unido    | BPI                    | Plata         | 200 000   | [ 12 ] |

## Premios y nominaciones
| Año  | Premiación                | Categoría                                | Resultado | Ref.   |
| ---- | ------------------------- | ---------------------------------------- | --------- | ------ |
| 2015 | American Music Awards     | Colaboración del Año                     | Nominado  | [ 13 ] |
| 2015 | MTV Europe Music Awards   | Mejor Canción                            | Ganador   | [ 14 ] |
| 2015 | MTV Europe Music Awards   | Mejor Video                              | Nominado  | [ 14 ] |
| 2015 | MTV Europe Music Awards   | Mejor Colaboración                       | Nominado  | [ 14 ] |
| 2015 | MTV Video Music Awards    | Video del Año                            | Ganador   | [ 15 ] |
| 2015 | MTV Video Music Awards    | Mejor Colaboración                       | Ganador   | [ 15 ] |
| 2015 | MTV Video Music Awards    | Mejor Dirección Artística                | Nominado  | [ 15 ] |
| 2015 | MTV Video Music Awards    | Mejor Cinematografía                     | Nominado  | [ 15 ] |
| 2015 | MTV Video Music Awards    | Mejor Dirección                          | Nominado  | [ 15 ] |
| 2015 | MTV Video Music Awards    | Mejor Edición                            | Nominado  | [ 15 ] |
| 2015 | MTV Video Music Awards    | Mejores Efectos Especiales               | Nominado  | [ 15 ] |
| 2015 | MTV Video Music Awards    | Canción del Verano                       | Nominado  | [ 15 ] |
| 2015 | NRJ Music Awards          | Video del Año                            | Ganador   | [ 16 ] |
| 2015 | Teen Choice Awards        | Mejor Canción de Rompimiento             | Ganador   | [ 17 ] |
| 2015 | Teen Choice Awards        | Mejor Colaboración                       | Ganador   | [ 17 ] |
| 2015 | Teen Choice Awards        | Mejor Canción del Verano                 | Nominado  | [ 17 ] |
| 2016 | Grammy Awards             | Mejor Interpretación de Pop de Dúo/Grupo | Nominado  | [ 18 ] |
| 2016 | Grammy Awards             | Mejor Videoclip                          | Ganador   | [ 18 ] |
| 2016 | iHeartRadio Music Awards  | Mejor Colaboración                       | Nominado  | [ 19 ] |
| 2016 | Kids' Choice Awards       | Canción Favorita                         | Nominado  | [ 20 ] |
| 2016 | Kids' Choice Awards       | Colaboración Favorita                    | Nominado  | [ 20 ] |
| 2016 | People's Choice Awards    | Canción Favorita                         | Nominado  | [ 21 ] |
| 2016 | Radio Disney Music Awards | Canción del Año                          | Ganador   | [ 22 ] |